# António Hipólito da Costa
António Hipólito da Costa, 1.° Visconde de Alhos Vedros ComTE • ComA • ComNSC (Moita, Alhos Vedros, 9 de setembro de 1756 – 27 de abril de 1839), foi um militar e político liberal.

## Família
Filho de José Apolinário da Costa, juiz de fora na Chamusca, e de sua mulher Maria Rita do Espírito Santo, filha de João Machado e de sua mulher Mariana de Azevedo.
Casou, a 4 de Outubro de 1778, com Bárbara Rosaura Elisiária da Silva, filha do capitão-mor de Benguela, Francisco Rodrigues da Silva, e de sua mulher Maria Clara de Santa Marta. Tiveram uma única filha, Maria Romana, que nasceu a 23 de Fevereiro de 1789, casou duas vezes mas não deixou descendência.
Passou então a Casa dos Viscondes de Alhos Vedros e representação do titulo, para o ramo descendente do seu primo Silvestre de Matos (por casamento com Dona Catarina Rodrigues Pereira), Vereador do Senado da Câmara de Alhos Vedros e Alcaide de Alhos Vedros com descendência e sendo o ramo familiar dos de Sousa da Silva Gaspar , Moita, Alhos Vedros, representantes do 1º visconde de Alhos Vedros.    
Ligação familiar entre António Hipólito da Costa e o seus descendentes colaterais: 
António Hipolito da Costa foi filho de José Apolinário da Costa, Juiz de Fora da Chamusca, neto de João Gonçalves Alentado e de sua mulher Dona Violante Luisa da Costa Parranceira , bisneto por ela de Domingos da Costa e de sua mulher Dona Maria Antunes (Oeiras, Barcarena 1653) e por ela 3º neto de Bento Francisco “Parranceira” e de sua mulher Dona Maria Antunes ( de Oeiras, Barcarena ) . A sua bisavó Maria Antunes teve um irmão mais velho de seu nome Domingos Francisco Parranceira ( Oeiras , Barcarena 1650) que casou em Alhos Vedros com Dona Maria Pereira Galvão Moniz de Lusignan e foram pais de Dona Catarina Rodrigues Pereira que casou com Silvestre de Mattos, dos principais da Vila de Alhos Vedros, proprietário em Lisboa e Alhos Vedros, desempenhou diversos cargos da Governança local. Foi filho primogénito Manuel de Matos Pereira que casou com Dona Catarina da Conceição Pessoa, natural de Lisboa sendo estes pais de Paulino de Matos e Sousa que casou com Dona Joaquina Rosa Soares do Rego , natural de Lisboa e foram pais de Sérgio Pereira de Matos e Sousa, natural de Alhos Vedros ,proprietário em Alhos Vedros e Lisboa onde viveu na Freg. de São Bartolomeu do Beato de Lisboa. Casou Sérgio Pereira de Matos e Sousa com D.Maria Bernarda das Neves da Costa da Silva Franco , tiveram três filhas sendo a primogénita D.Barbara Joaquina de Mattos natural de Alhos Vedros que veio a casar com Francisco António de Sousa filho de António Valentim de Sousa “O Volta-O-Taxo”, natural de Aldeia Galega do Ribatejo e de sua 1ª mulher D.Joaquina Rosa da Fonseca , foram pais de Eusébio António de Sousa e Matos , proprietário e Regedor de Alhos Vedros que veio a casar com D.Francisca Emilia Tomásia Cardeira dos Santos Serrão natural de Aldeia Galega do Ribatejo e deste casal foram filhos :  António Pedro de Sousa , D.Maria Rita de Sousa, Augusto dos Santos de Sousa, Pedro Maria de Sousa, D.Amália de Sousa, D.Emilia de Sousa e  D.Genoveva Maria Francisca de Sousa, todos naturais de Alhos Vedros e baptizados na Igreja Matriz de São Lourenço de Alhos Vedros, tal como os seus antepassados, pelo menos desde o Séc. XV/XVI. 

## Carreira Militar
- Assentou praça como cadete aos 10 anos, no Regimento de Infantaria de Peniche aos 25 de janeiro de 1785.
- Cabo de esquadra aos 26 de dezembro de 1776.
- Furriel 24 de abril de 1777.
- Alferes 5 de agosto de 1782.
- Alferes de granadeiros 29 de outubro de 1783.
- Tenente 17 de dezembro de 1787.
- Capitão em 21 de setembro de 1795 (todas as patentes de oficial até Major foram conferidas enquanto prestava serviço no Regimento de Infantaria nº 2, em Angola).
- Major em 7 de fevereiro 1797, no Regimento de Infantaria n.º 2.
- Tenente-Coronel 15 de agosto de 1805.
- Coronel agregado 21 de agosto de 1808.
- Coronel efectivo 4 de junho de 1813.
- Brigadeiro General 8 de maio de 1811.
- Marechal de Campo 12 de outubro de 1815.
- Tenente-General, promovido a 13 de maio de 1820, do conselho de sua majestade fidelíssima.

## Outras Honrarias
- Comendador da Real Ordem Militar de São Bento de Avis,
- Comendador da Real Ordem Militar da Torre e Espada,
- Comendador da Real Ordem Militar de Nossa Senhora da Conceição de Vila Viçosa,
- Medalha N.º 3 das Batalhas dos Pirenéus, de Vitória e de Nivelle,
- Cruz Espanhola da Batalha de Albuera,
- Medalha Britânica da Campanha Peninsular dos Pirenéus, de Vitória e de Nivelle.

Por Decreto de 26 de Janeiro de 1836 de D. Maria II, foi agraciado com o Viscondado.
1. ↑  "Nobreza de Portugal e do Brasil", Direcção de Afonso Eduardo Martins Zúquete, Editorial Enciclopédia, 2.ª Edição, Lisboa, 1989, Volume Segundo, pp. 228-9